# Poklad

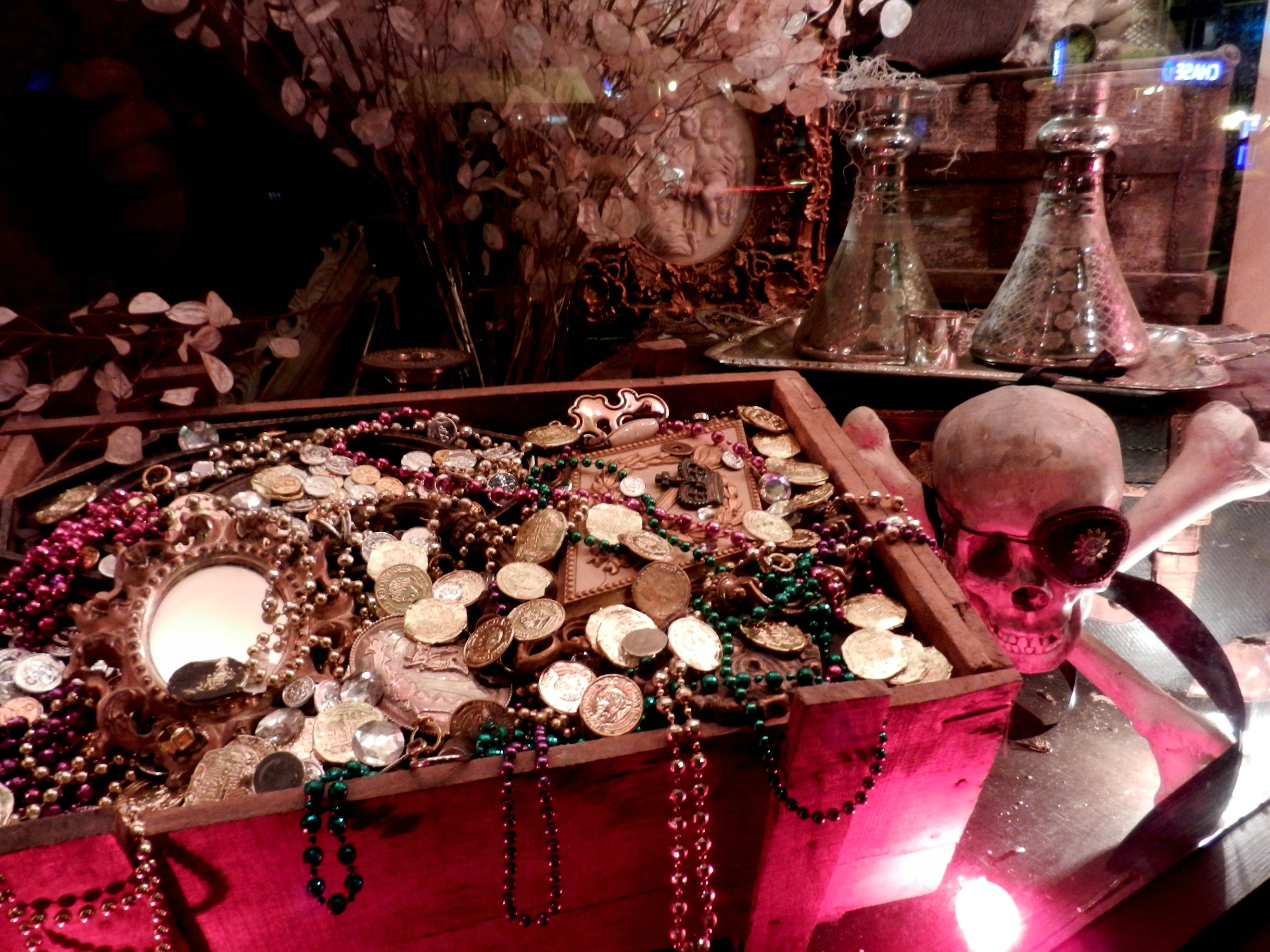
Poklad

Za poklad je obvykle považován soubor drahocenných předmětů, jejichž hodnota je dána starobylostí (starožitnosti), vzácností výskytu, cenou materiálu (například drahé kovy, drahokamy, mince), nebo vysokou hodnotou umělecké práce, či jiné vzácné předměty, jako listiny apod.

## Druhy pokladů
- Depot – nález souboru prehistorických nebo historických předmětů, zpravidla klenotů, šperků, mincí či zbraní z drahých kovů, bronzu či mosazi
- Národní poklad – soubor zlatých cihel a klenotů každého státu nebo země, uložený v bankovním trezoru
- Korunovační poklad – historické nebo současné insignie panovníka
- Chrámový poklad – soubor liturgických a votivních předmětů z drahých kovů (preciosa)
- Mytický poklad – bájný poklad každého národa či kmene, tradovaný v jeho historii, popisovaný v bájích či v pohádkách jako ukrytý (zakopaný, zazděný, v jeskyni zavalený skálou, uložený v nedobytném hradu), zjevovaný jen v určitých dobách (například na Velký pátek) nebo nadaný zázračnou mocí. Obvykle jej hlídají strážci (například Blaničtí rytíři, Sezam,...) nebo bájné bytosti, například draci nebo sfingy.
- Poklad v přeneseném slova smyslu: vzácný člověk, vzácné literární dílo, atp.

## Slavné poklady (nálezy, pokladnice a klenotnice)
- chrámové: Svatovítský poklad, Loretánský poklad
- hradní
- zámecké
- palácové: Klenotnice v paláci Topkapi
- Priamův poklad
- Tutanchamonův poklad

## Poklady v literatuře
- Karel Jaromír Erben: balada Poklad
- Román Karla Maye Poklad na Stříbrném jezeře
- Román R. L. Stevensona Ostrov pokladů
- James Patterson, Chris Grabenstein: Lovci pokladů. Albatros Praha 2013